# PVLAS
PVLAS (acrònim de Polarizzazione del Vuoto con LASer, "polarització del buit amb làser") és un sistema dedicat a la detecció de matèria fosca. Està situat al laboratori nacional de Legnaro de l'institur de física nuclear de Pàdua a Itàlia. Els experiments amb aquests aparells començà el 2001.
Ja que la matèria fosca és una forma de matèria que no emet o reflecteix prou la radiació electromagnètica com per detectar-la directament, el PVLAS s'usa per detectar el petit aplatiment adquirit per una polarització lineal d'un raig làser després de passar a través de l'espai buit on s'ha aplicat un intens camp magnètic.
Més específicament en la presència d'un candidat a matèria fosca massiva que interactua amb el fotó, com l'axió, les partícules de matèria fosca virtual es crearan preferiblement per fotons la polarització dels quals sigui paral·lela al camp extern. Aquestes partícules virtuals viatgen més lentament que la velocitat de la llum,i per tant la velocitat efectiva del fotons amb polarització paral·lela es redueix. Per tant, el buit és birefringent, ja que l'índex de refracció depèn de la polarització. Aquest aplatiment és característic de la propagació de la llum en unmedi birefringent. No obstant, els candidats a matèria fosca sense càrrega no interactuaran amb el fotó i per tant, el PVLAS no els podrà detecta. La birefringència del buit de l'electrodinàmica quàntica en presència d'un camp extern es deu generalment a Stephen L. Adler, que fou el qui presentà la primera derivació general el 1971.
L'experiment PVLAS investiga el buit després haver-lo pertorbat per camps magnètics externs.